# Hoh Xil
Hoh Xil ("Montaña azul" en español, o también Aqênganggyai, "Señor de las diez mil montañas"), también conocido en chino como Kěkěxīlǐ (可可西里), es una región aislada situada en la parte noroccidental de la meseta del Tíbet, en la provincia de Qinghai, China. Es la parte menos poblada de China, así como la tercera parte menos poblada del mundo.
Desde 2017, esta zona está inscrita en la lista de Patrimonios de la Humanidad de la Unesco como "la meseta más grande y alta del mundo".

## Geografía
La región tiene una extensión de 83 000 km², con una altitud media de 4 800 m s. n. m. y se extiende en dirección meridional (este-oeste) entre las cadenas montañosas de Tanggula y Kunlun, en las zonas fronterizas de la Región Autónoma del Tíbet en el sudoeste de China, la provincia china de Qinghai en el noroeste de China y la Región Autónoma de Xinjiang Uyghur en China. La parte sureste del Hoh Xil, drenada por el río Chumar, es una de las principales fuentes de cabecera del río Yangtze. El resto de la región es endorreica, con drenajes a numerosos lagos aislados. Esta área es conocida por los hidrólogos como el "distrito de los lagos Hoh Xil". En 1995, 45 000 km² de la región de Hoh Xil, con una altitud media de 4 600 m s. n. m., fueron declarados reservas naturales nacionales. El Patrimonio de la Humanidad de la Unesco está situado en la mitad occidental del condado de Zhidoi y en la parte occidental del condado de Qumarlêb, en Qinghai.

## Geología
El Hoh Xil es una región volcánica. En la zona hay numerosos yacimientos volcánicos que albergan varios volcanes que se remontan al Cenozoico Superior, así como algunos de tipo hawaiano. Bamaoqiongzong cubre una superficie de 300 km² y contiene un edificio perfectamente conservado al noreste de la montaña y un flujo de lava que cubre los depósitos del lago cuaternario. El área de Bamaoqiongzong contiene rocas peralcalinas fonolíticas y foidíticas. Yongbohu contiene cinco respiraderos daciticos, trachyandesiticos y andesiticos. Qiangbaqian abarca una amplia zona a lo largo de la frontera meridional de la cordillera de Kunlun. Un cono de la caldera de Hoh Xil, se pensó una vez que había estado en erupción debido a una foto satelital tomada en 1973, pero actualmente se considera que no ha estado históricamente activo.

## Fauna silvestre
A pesar del inclemente clima, Hoh Xil alberga más de 230 especies de animales silvestres, 20 de las cuales están bajo la protección del estado chino, incluyendo el yak silvestre, burro salvaje, venado labio blanco, oso pardo y el amenazado antílope tibetano o chirú. La gran cantidad de pika de labios negros, un pequeño roedor excavador, es el plato principal de la dieta de los osos pardos de la región; sin embargo, los osos también se alimentan de yak y antílopes. Hoh Xil, una región hasta ahora desconocida, y el antílope tibetano, o chirú, se convirtieron en nombres familiares en China tras el estreno de la película Kekexili: Mountain Patrol en 2004.

## Transporte
El ferrocarril de Qingzang y la carretera nacional 109 discurren a lo largo de las fronteras orientales de la reserva. En esta zona se construyó el túnel Fenghuoshan, que actualmente es el túnel de autopista más alto del mundo (1 338 m de longitud, con entradas a 4 905 m s. n. m.).